# 西迪卡塞姆
西迪卡塞姆（Sidi Kacem）是非洲北部國家摩洛哥的城市，由西部-舍拉拉德-貝尼赫森大區負責管轄，距離首都拉巴特120公里，海拔高度194米，出產柑橘、橄欖油、棉花、甜菜、水稻等，2004年人口74,062。